# Havelaue
Havelaue é um município da Alemanha, situado no distrito de Havelland, no estado de Brandemburgo. Tem 74,32 km² de área, e sua população em 2019 foi estimada em 857 habitantes.